# Сандро Шендль
Сандро Шендль (нім. Sandro Schendl; нар. 19 березня 2003, Гюссінг) — австрійський футболіст, півзахисник клубу «Рід».

## Клубна кар'єра
Вихованець клубів «Мішендорф», «Гюссінг» та «Штурм». У 2020 році для отримання ігрової практики Сандро почав виступати за дублюючий склад останніх. У листопаді 2020 року він підписав професійний контракт зі «Штурмом», який діяв до червня 2023 року.
4 квітня 2021 року в матчі проти «Ред Булла» (Зальцбург) Шендль дебютував за першу команду Штурма в австрійській Бундеслізі, вийшовши на заміну на 84 хвилині замість Йона Горенца Станковича, втім його команда програла 1:3.

## Міжнародна кар'єра
В жовтні 2017 року Шендль вперше зіграв за молодіжну збірну Австрії до 15 років і з того часу пройшов усі юнацькі вікові команди. У 2022 році Шендль у складі збірної Австрії до 19 років взяв участь у юнацькому чемпіонаті Європи у Словаччині. На турнірі він зіграв у матчах проти команд Ізраїлю (2:4) та Сербії (3:2), але збірна посіла шосте місце і не змогла кваліфікуватися на молодіжний чемпіонат світу 2023 року.